# SWING
SWING (Standard Wymiany Informacji Geodezyjnych) – format danych geodezyjnych służący do wymiany danych pomiędzy bazami danych systemów informatycznych SIT. Pozwala na reprezentację w pliku tekstowym obiektów przestrzennych i opisowych.
Autorem formatu jest Krzysztof Miksa.